# Валетова, Нина Петровна
Нина Петровна Валетова (также Нина Тохтаман Валетова, англ. Nina Petrovna Valetova, англ. Nina Tokhtaman Valetova; род. 19 ноября 1958, Бердяш, Башкирская АССР) — российская и американская художница направления метафизического реализма и основоположница нового направления Синтезис Арт (англ. Synthesis Art Style).

## Биография
Нина с 12 лет училась в течение пяти лет в Республиканской художественной школе-интернате в городе Уфе, которая в настоящее время имеет название Республиканская художественная гимназия-интернат имени Касима Аскаровича Давлеткильдеева. В 1983 году получила степень специалиста на художественно-графическом факультете Башкирского государственного педагогического института в Уфе, который был переименован и носит название Башкирский государственный педагогический университет, аббревиатура БГПУ им. М. Акмуллы.
Иммигрировала в США в 1993 году и проживает в Нью — Йорке.
Период в начале карьеры художницы можно охарактеризовать как метафизический реализм. Искусствовед Сергей Кусков подробно описал особенности этого творческого периода в статье «Альтернативные миры Нины Валетовой». 
По мере того, как Нина Валетова развивает свои художественные способности, она создает картины в разных стилях, пытаясь выразить свое видение мира.
В поисках новых путей в творчестве Нина Валетова комбинирует несколько стилей в одном произведении. Её картины и рисунки выходят за рамки одного стиля. Кубизм, супрематизм и сюрреализм, фигуративные и абстрактные формы комбинируются и ломают стереотипы мышления. Сочетание нескольких стилей Нина Валетова определила ка Синтезис Арт.
Обладательница премии American Art Award в категории «Кубизм» в 2018 году. Обладательница премии Premio ALBA 2009, сертификата и медали Casa Editrice Alba, Феррара, Италия, в 2009 году.
В 2021 году получила диплом за высокое качество представленной для публикации и выставки живописи от международной ассоциации Gallery IL Collezionista, Италия.
Многие картины находятся в государственных и частных коллекциях России, США, Дании, Германии.

## Работы в публичных коллекциях
Московский музей современного искусства, Москва, Россия
- Время перемен, 2002, 2002
- Лабиринт, 2001
- Отражение, 1998
- Мутанты, 2001

Чувашский государственный художественный музей, Чебоксары, Россия
- Ночь, 2000
- Древние предания предков, 2008
- Зов предков, 2008

Новочебоксарский художественный музей, Новочебоксарск, Россия
- Амасин, 2009

Омский центр современного искусства, Омск, Россия
- Преодоление, 2000

## Выставки
- 2023 «Walking With Giants», Boomer Gallery. Куратор Anthony Fawcett. Лондон, Англия.
- 2023 World Art Dubai. Solo exhibition. Дубай. Арабские Эмираты
- 2022 «Vatican Artists of Fame», Chancellery Vatican Palace, Vatican
- 2021 « Art Bestseller! 2021» , Luigi Bellini Museum, Florence, Italy
- 2021 « Moscow — Turin Tour», Museo MIIT, Turin, Italy. Gefen Gallery, Moscow, Russia
- 2021 «The Best Internationa Artists of International Art in Rome 2021», Association Gallery IL Collecionista, Rome, Italy
- 2019 Artexpo New York 2019, New York, NY, U.S.A.
- 2011 A. Jain Marunouchi Gallery, Нью-Йорк, США
- 2011 «Arte Pordenone 2011», Порденоне, Италия

Другие художники галереи: Василий Кандинский, Александра Экстер 
- 2011 «Arte Genova 2011», Fiera di Genova, Генуя, Италия [2]

Другие художники галереи: Василий Кандинский, Александра Экстер
Выставка вместе с художниками: Амедео Модильяни, Энди Уорхол, Марк Шагал, Пабло Пикассо, Виктор Вазарели
- 2011 Вернисаж, Artinvest SRL Torra della Filanda, Риволи, Турин, Италия

Другие художники галереи: Василий Кандинский, Александра Экстер
- 2010—2011 « From history to contemporary», jma gallery/N gallery/ Euro-Asian Art & Culture Organization, Wien (Vienna), Austria. Выставка вместе с художниками: Francisco Goya, Picasso, Salvador Dali, Marc Chagall, Victor Vaserely & Lucas Cranach and contemporary artists from Paris and Austria
- 2009 «Metamorphosis», Agora Gallery, Нью-Йорк, США[3]
- 2009 «Золотой венец», Чувашский государственный художественный музей, Чебоксары, Россия
- 2001 «АртМанеж 2001», Манеж, Москва, Россия Манеж (Москва)
- 2001 «Золотая кисть 2001», Новый манеж, Москва, Россия
- 1990—1991 Boulevard Galerie, Копенгаген, Дания
- 1983 Республиканская выставка молодыx художников

## Альбомы
- 2022 Enciclopedia dei contemporanei dell' Arte" Associazione Culturale Ad — Art. Artists in the World. Italy
- 2021 Art Bestseller 2021, Art Book, Associazione internazionale Galleria Il Collezionista. Rome, Italy
- 2019 «Frankfurt Artistic Portfolio», Palermo, Italy
- 2016 Awarded Art, Art Book,Германия
- 2016 HIMMELBLAU ArtCompass, Art Book, Art Domain Whois Publisher, Германия
- 2013 «Important World Artists», World Wide Art Books, Санта Барбара, Калифорния, США
- 2013 «International Contemporary Artists», vol. VI, ICA Publishing, Нью-Йорк, США
- 2011 Международный энциклопедический словарь современного искусства, Casa Editrice Альба, Феррара, Италия[4][5]
- 2009 Международный энциклопедический словарь современного искусства, Casa Editrice Альба, Феррара, Италия
- 2002 Russian Artistic Guide 2002, London Contemporary Art, Лондон, Великобритания

## Статьи и публикации
- 2022 Art on World, international magazine of Art and Finance, interview, Италия
- 2021 Aesthetica Magazine, The Aesthetica Artists’ Directory and print issue 100
- 2020 « The Museum of Modern Art» , MoMA issue, «World of Art», MoMA issue, contemporary art magazine, issue 9 volume 1
- 2019 Heliopause Magazine, literary and art journal, U.S.A.  Архивная копия от 20 декабря 2019 на Wayback Machine
- 2018 «Transformations», the official Tumblr page of the San Francisco Museum of Modern Art
- 2017 The Heroine’s Journey of Nina Tokhtaman Valetova, Peter de Kuster
- 2017" Nina Tokhtaman Valetova", Alberto Moioli — AICA International,
- 2017 The Arthunters, website, Нидерланды
- 2017 Art Reveal Magazine, art magazine
- 2017 Not Random Art, art magazine,
- 2016 ART QA Magazine SPRING, Бруклин, США
- 2016 HOOP DOOP MAGAZINE ISSUE , Амстердам, Нидерланды  Архивная копия от 15 апреля 2019 на Wayback Machine
- 2014 Hidden Treasure Art Magazine Yearbook, Великобритания
- 2011 «Альтернативные миры Нины Валетовой», Сайт памяти Сергея Кускова, Москва, Россия[6]
- 2011 «Artinvest s.r.l. Galleria d’Arte e casa d’aste», no.32 2011, p. 154, Art&tra, Италия
- 2009 «Нина Валетова», ArtisSpectrum, vol.21, New York, NY, USA
- 2003 «Мир с другой стороны», Сергей Кусков
- 2001 «Alternative Worlds of Nina Valetova», Сергей Кусков

## Каталоги
- 2012 «Colleción di obras Nina Tokhtaman Valetova», Suu Art Magazine, no.88 2012, Валенсия, Испания
- 2009 Sourcebook to the Art World 2009 Guide, Art in America, США
- Ежегодно с 2006 года «Единый каталог художников», Профессиональный союз художников, Москва, Россия[7]